# Sklep internetowy

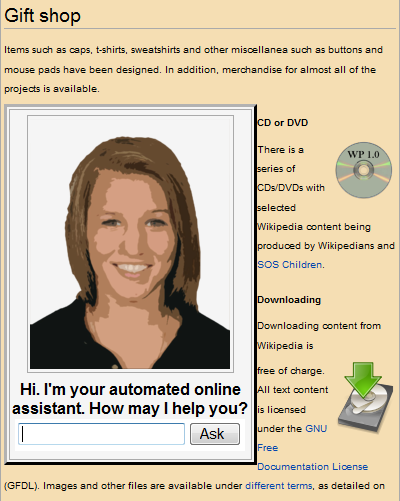
Przykładowy automatyczny asystent w sklepie internetowym

Sklep internetowy – serwis internetowy dający możliwość kupowania i sprzedawania produktów przez Internet, jedna z form handlu elektronicznego. Sklep internetowy jest częścią relacji B2C, rzadziej B2B.
Forma ta staje się obecnie coraz popularniejsza z uwagi na wygodę i obniżenie kosztów sprzedaży (i często wynikające z tego niższe ceny towarów), a ponadto daje to możliwość szybkiego porównania cen u wielu dostawców. Częścią sklepów internetowych jest strona internetowa, na której klienci zapoznają się z ofertą i składają zamówienia (zakupy przez Internet). By skorzystać z usług sklepu internetowego, potrzebna jest przeglądarka internetowa.

## Części składowe sklepu internetowego
Elementem każdego sklepu internetowego jest strona z ofertą, czyli tak zwana podstrona (lub wiele podstron) zawierająca opis towaru lub usługi, którą można zamówić za pomocą danego sklepu. W sklepach, które handlują wieloma produktami, stosuje się najczęściej kategorie – np. w przypadku sklepu handlującego zimowym sprzętem sportowym kategoriami będą: narty, deski snowboardowe, wiązania itd. Kategorie grupują produkty według ich rodzajów. W przypadku bardziej złożonej oferty stosuje się również podkategorie lub tzw. drzewa (czyli wielopoziomowe kategorie).
W większości sklepów on-line funkcjonuje tzw. koszyk. Jego działanie jest identyczne z tradycyjnym koszykiem na zakupy z tą różnicą, że dodanie produktu do koszyka odbywa się za pomocą kliknięcia na odpowiednie hiperłącze przy danym towarze czy usłudze.
Niezbędnym elementem sklepu internetowego jest również formularz, w którym to kupujący podaje swoje dane niezbędne do przeprowadzenia transakcji – czyli dane osobowe kupującego, adres dostawy. Bardzo często kupujący musi podać również swój adres e-mail (na który przychodzi potwierdzenie dokonania zakupu) oraz numer telefonu.
Sklep internetowy oprócz części dostępnych dla kupujących posiada również panel administracyjny przeznaczony wyłącznie dla pracowników sklepu. Najprostszy taki panel posiada opcję dodawania, edytowania i usuwania oferty. Rozbudowane panele administracyjne pozwalają na zarządzanie również bazą klientów, zamówieniami, drzewem kategorii, subskrypcją, wiadomościami na stronie. Zaawansowany panel posiada również rozbudowane statystyki sprzedaży, pozwala również na eksport i import ofert np. do plików XML. W niektórych panelach istnieje również możliwość edytowania informacji o sklepie takich jak: koszty wysyłki, adres sklepu, FAQ itp.
Dodatkowo sklep internetowy może zawierać szereg opcji dodatkowych takich jak np. czat, subskrypcja, księga gości czy nawet forum internetowe, na którym klienci wymieniają się opiniami na temat sklepu i jego oferty.

## Opis działania
Kupowanie produktów w sklepie internetowym odbywa się zazwyczaj w kilku, wspólnych dla wielu sklepów, krokach. Ich twórcy starają się możliwie najbardziej skracać ścieżkę zakupową i optymalizować każdy z etapów zgodnie z zasadami UX.

### Krok pierwszy
W tym kroku klient wyszukuje w sklepie pożądane towary. W wypadku dużych sklepów mogą być one podzielone na grupy (kategorie i podkategorie). Na przykład kategoria buty może być podzielona na buty męskie i buty damskie. Dodatkowo produkty mogą być podzielone ze względu na producentów. Oprócz tego może być jeszcze możliwość wyszukiwania produktów według słów kluczowych, bądź różnorodnych kryteriów ograniczających (np. ceny, rozmiary).
Po wybraniu danej grupy (również po wyszukiwaniu) klient otrzymuje listę produktów najczęściej dodatkowo posortowaną według wybranych kryteriów (np. ceny). Jeśli dane w liście są skrócone, to klient może wybrać szczegółowy podgląd towaru i zobaczyć na przykład dostępne rozmiary czy kolory.
Krok pierwszy kończy się wtedy, kiedy klient doda wszystkie interesujące go produkty do koszyka. Niektóre (głównie proste) sklepy mogą jednak nie posiadać takiej możliwości i zawierać na przykład formularz zamówienia (do samodzielnego wypełnienia), który wysłany jest na maila sprzedawcy.

### Krok drugi
Następnym krokiem jest wpisanie danych osobowych oraz danych do wysyłki towaru (najczęściej jeżeli dane osobowe pokrywają się z tymi do wysyłki, sklep wymaga tylko tych pierwszych). W niektórych sklepach trzeba także założyć własne konto i być zalogowanym także w momencie robienia zakupów (dodawania do koszyka). Wówczas nie trzeba podawać danych za każdym razem, gdy coś się kupuje, tylko wpisać login i hasło.

### Krok trzeci
Ostatnim krokiem jest zapłata za zamówiony towar. W zależności od sklepu można to zrobić za pomocą karty kredytowej, przelewu lub przy odbiorze towaru (za pobraniem). Niektóre sklepy w tym polskie dopuszczają również zakup towaru na raty.

### Inne kroki
Niektóre sklepy internetowe wymagają potwierdzenia zamówienia towaru. Odbywa się to na różne sposoby. Najczęściej jednak w momencie wysłania zamówienia sklep wysyła na podany przez klienta adres e-mail list z odnośnikiem, na który trzeba kliknąć w celu potwierdzenia złożenia zamówienia. Niektórzy sprzedawcy wymagają też podania numeru telefonu (szczególnie przy dużych zamówieniach) i telefonicznie potwierdzają fakt złożenia zamówienia.

## Pomoc dla klienta
Większość sklepów internetowych do kontaktów z klientami używa poczty elektronicznej. Niektóre sklepy oferują także pomoc na żywo poprzez konsultanta. Część firm podaje w tym celu kontakt przez telefon, ale popularne jest także wykorzystywanie w tym celu Internetu.
Do zdalnej pomocy dla klientów sklepy mogą używać własnych bądź dedykowanych systemów czatowych albo skorzystać z dostępnych na rynku programów, tzw. komunikatorów (np. Gadu-Gadu, Tlen czy Skype).

## Pakiety oprogramowania do obsługi sklepów internetowych
Część sklepów internetowych korzysta z gotowych rozwiązań, przystosowanych jedynie do własnych potrzeb (zarówno pod względem funkcjonalnym, jak i szaty graficznej). Część sklepów internetowych funkcjonuje w oparciu o model SaaS, w którym dostawca oprogramowania odpowiada za instalację skryptu, jego utrzymanie, integralność i aktualizacje. Część sklepów stosuje własne (tworzone na zamówienie) systemy. W kategorii sklepów internetowych tworzonych na zamówienie, dominuje tworzenie ich na bazie systemów Open source, np. WooCommerce, PrestaShop, Magento, osCommerce, Zen Cart.
Tworzone na zamówienie systemy sklepów internetowych charakteryzują się zazwyczaj pełnym dopasowaniem funkcjonalnym do charakteru danego sklepu internetowego. Z uwagi na rosnące koszty pracy specjalistów IT, model ten jest obecnie wybierany przez sklepy internetowe o nietypowej strukturze produktów lub procesach logistycznych.